# Don Halliday
Don Halliday (eigentlich Donald George Halliday; * 16. Juni 1947 in Perth) ist ein ehemaliger britischer Sprinter.
1969 schied er bei den Europameisterschaften in Athen über 100 Meter und in der 4-mal-100-Meter-Staffel im Vorlauf aus.
Bei den British Commonwealth Games 1970 in Edinburgh kam er mit der schottischen 4-mal-100-Meter-Stafette auf den vierten Platz. Über 100 Meter erreichte er das Halbfinale und über 200 Meter das Viertelfinale. 1971 wurde er mit der britischen 4-mal-100-Meter-Stafette Vierter bei den Europameisterschaften in Helsinki.
Bei den Olympischen Spielen 1972 in München gelangte er über 100 Meter ins Viertelfinale und in der 4-mal-100-Meter-Staffel ins Halbfinale.
1974 wurde er bei den British Commonwealth Games in Christchurch Fünfter mit der schottischen 4-mal-100-Meter-Stafette. Über 100 Meter schied er im Halbfinale und über 200 Meter im Vorlauf aus. Bei den Europameisterschaften in Rom kam er über 100 Meter und mit der britischen 4-mal-100-Meter-Stafette nicht über die erste Runde hinaus.
1973 wurde er Englischer Meister über 100 Meter sowie 1971 und 1974 Englischer Hallenmeister über 60 Meter. Dreimal wurde er Schottischer Meister über 100 Meter (1969, 1973, 1974) und einmal über 200 Meter (1974).

## Persönliche Bestzeiten
- 60 m (Halle): 6,7 s, 7. Februar 1971, Madrid
- 100 m: 10,52 s, 8. September 1973, Edinburgh (handgestoppt: 10,3 s, 6. Mai 1972, Lüdenscheid)
- 200 m: 20,8 s, 6. Mai 1972, Lüdenscheid